# خوزه انتونیو تبز
خوزه انتونیو تبز (انگلیسی: José Antonio Tébez; ۱۳ ژوئن ۱۹۴۹ – ۲۶ سپتامبر ۲۰۱۸) بازیکن فوتبال اهل آرژانتین بود.